# Краусе, Миккель
Ми́ккель Мунк Кра́усе (дат. Mikkel Munch Krause; род. 2 октября 1988, Фредериксберг) — датский кёрлингист и тренер по кёрлингу.
В составе мужской сборной Дании участник зимних Олимпийских игр 2022 (заняли десятое место), чемпионата мира 2021 (заняли одиннадцатое место), четырёх чемпионатов Европы (лучший результат — серебряные призёры в 2010). В составе смешанной сборной Дании участник чемпионата Европы 2014 (заняли пятое место). Семиикратный чемпион Дании среди смешанных команд. В составе юниорской мужской сборной Дании участник семи чемпионатов мира (лучший результат — чемпионы в 2009). Четырёхкратный чемпион Дании среди юниоров.
Играет на позициях третьего и четвёртого. Скип команды.

## Достижения
- Чемпионат Европы по кёрлингу: серебро (2010).
- Чемпионат Дании по кёрлингу среди мужчин: серебро (2014), бронза (2013, 2024).
- Чемпионат Дании по кёрлингу среди смешанных команд: золото (2001, 2004, 2006, 2007, 2013, 2015, 2024).
- Чемпионат мира по кёрлингу среди юниоров: золото (2009).
- Первенство Европы по кёрлингу среди юниоров: золото (2005).
- Чемпионат Дании по кёрлингу среди юниоров: золото (2007, 2008, 2009, 2010)[3].

## Команды
| Сезон                                          | Четвёртый        | Третий                | Второй                               | Первый            | Запасной                                                  | Турниры                                                         |
| ---------------------------------------------- | ---------------- | --------------------- | ------------------------------------ | ----------------- | --------------------------------------------------------- | --------------------------------------------------------------- |
| 2003—04                                        | Кеннет Йоргенсен | Расмус Стьерне        | Миккель Краусе                       | Миккель Поульсен  | Dennis Hansen тренер: Иван Фредериксен                    | ЧМЮ 2004 (10 место)                                             |
| 2004—05                                        | Кеннет Йоргенсен | Расмус Стьерне        | Миккель Краусе                       | Dennis Hansen     | Миккель Поульсен тренеры: Иван Фредериксен, Герт Ларсен   | ПЕКЮ 2005                                                       |
| 2004—05                                        | Кеннет Йоргенсен | Расмус Стьерне        | Миккель Поульсен                     | Dennis Hansen     | Миккель Краусе тренер: Иван Фредериксен                   | ЧМЮ 2005 (5 место)                                              |
| 2005—06                                        | Расмус Стьерне   | Миккель Краусе        | Миккель Поульсен                     | Dennis Hansen     | Оливер Дюпон (ЧМЮ) тренер: Герт Ларсен                    | ЧМЮ 2006 (5 место)                                              |
| 2006—07                                        | Расмус Стьерне   | Миккель Краусе        | Оливер Дюпон                         | Троэльс Харри     | Patrick Blom тренер: Герт Ларсен                          | ЧДЮ 2007 · ЧМЮ 2007 (4 место)                                   |
| 2007—08                                        | Расмус Стьерне   | Миккель Краусе        | Оливер Дюпон                         | Троэльс Харри     | Martin Poulsen (ЧМЮ) тренер: Герт Ларсен                  | ЧДЮ 2008 · ЧМЮ 2008 (7 место)                                   |
| 2008—09                                        | Расмус Стьерне   | Миккель Краусе        | Оливер Дюпон                         | Троэльс Харри     | Martin Poulsen (ЧМЮ) тренер: Герт Ларсен                  | ЧДЮ 2009 · ЧМЮ 2009                                             |
| 2009—10                                        | Миккель Краусе   | Оливер Дюпон          | Patrick Blom (ЧДЮ) Тобиас Туне (ЧМЮ) | Троэльс Харри     | Kasper Jørgensen (ЧМЮ) тренер: Джон Хелстон               | ЧДЮ 2010 · ЧМЮ 2010 (8 место)                                   |
| 2010—11                                        | Расмус Стьерне   | Миккель Краусе        | Миккель Поульсен                     | Троэльс Харри     | Йонни Фредериксен тренер: Ларс Виландт                    | ЧЕ 2010                                                         |
| 2011—12                                        | Миккель Краусе   | Оливер Дюпон          | Мадс Нёргор                          | Dennis Hansen     |                                                           | ЧДМ 2012 (?? место)                                             |
| 2012—13                                        | Миккель Краусе   | Оливер Дюпон          | Мадс Нёргор                          | Dennis Hansen     | Кеннет Йоргенсен                                          | ЧДМ 2013                                                        |
| 2013—14                                        | Миккель Краусе   | Оливер Дюпон          | Мадс Нёргор                          | Dennis Hansen     |                                                           | ЧДМ 2014                                                        |
| 2014—15                                        | Расмус Стьерне   | Миккель Краусе        | Оливер Дюпон                         | Троэльс Харри     | Миккель Поульсен, Мартин Грёнбех (ЧЕ) тренер: Герт Ларсен | ЧЕ 2014 (9 место)                                               |
| 2015—16                                        | Миккель Краусе   | Мартин Унд Грёнбех    | Daniel Dalgaard, Abrahamsen          | Ульрик Дамм       | Kjell-Arne Olsson                                         |                                                                 |
| 2017—18                                        | Миккель Краусе   | Мадс Нёргор Расмуссен | Daniel Abrahamsen                    | Ульрик Дамм       | Даниэль Поульсен тренер: Кеннет Хертсдаль                 | ЧЕ 2018 (гр. C)                                                 |
| 2019—20                                        | Миккель Краусе   | Мадс Нёргор           | Tobias Engelhardt                    | Хенрик Хольтерман | Каспер Викстен (ЧЕ) тренер: Герт Ларсен                   | ЧЕ 2019 (4 место) ЧДМ 2020 (5 место)                            |
| 2020—21                                        | Миккель Краусе   | Тобиас Туне           | Мадс Нёргор                          | Каспер Викстен    | Оливер Сё тренер: Кеннет Хертсдаль                        | ЧМ 2021 (11 место)                                              |
| 2021—22                                        | Миккель Краусе   | Мадс Нёргор           | Хенрик Хольтерман                    | Каспер Викстен    | Тобиас Туне тренеры: Кеннет Хертсдаль, Ясмин Ландер (ЧЕ)  | ЧЕ 2021 (6 место) · ЗОИ 2022 (квал. 2021) · ЗОИ 2022 (10 место) |
| 2021—22                                        | Тобиас Туне      | Каспер Викстен        | Оливер Розенкранс Сё                 | Даниэль Поульсен  | Миккель Краусе тренер: Микаэль Квист                      | ЧМ 2022 (13 место)                                              |
| 2022—23                                        | Миккель Краусе   | Мадс Нёргор           | Тобиас Туне                          | Хенрик Хольтерман | Оливер Сё тренер: Ульрик Шмидт                            | ЧЕ 2022 (10 место)                                              |
| 2023—24                                        | Миккель Краусе   | Мадс Нёргор           | Хенрик Хольтерман                    | Оливер Сё         | Christian Karger тренер: Билл Чирхарт (ЧЕ)                | ЧЕ 2023 (17 место) · ЧДМ 2024                                   |
| Кёрлинг среди смешанных команд (mixed curling) |                  |                       |                                      |                   |                                                           |                                                                 |
| 2000—01                                        | Герт Ларсен      | Nete Larsen           | Миккель Краусе                       | Гитте Ларсен      |                                                           | ЧДСК 2001                                                       |
| 2003—04                                        | Мадлен Дюпон     | Миккель Краусе        | Дениз Дюпон                          | Dennis Hansen     |                                                           | ЧДСК 2004                                                       |
| 2005—06                                        | Расмус Стьерне   | Camilla Jørgensen     | Миккель Краусе                       | Мария Поульсен    |                                                           | ЧДСК 2006                                                       |
| 2006—07                                        | Мадлен Дюпон     | Миккель Краусе        | Янне Эллегорд                        | Оливер Дюпон      |                                                           | ЧДСК 2007                                                       |
| 2012—13                                        | Мадлен Дюпон     | Миккель Краусе        | Дениз Дюпон                          | Dennis Hansen     |                                                           | ЧДСК 2013                                                       |
| 2014—15                                        | Мадлен Дюпон     | Миккель Краусе        | Дениз Дюпон                          | Dennis Hansen     | тренер: Оливер Дюпон                                      | ЧЕСК 2014 (5 место)                                             |
| 2014—15                                        | Мадлен Дюпон     | Миккель Краусе        | Дениз Дюпон                          | Ульрик Дамм       |                                                           | ЧДСК 2015                                                       |
| 2023—24                                        | Миккель Краусе   | Ясмин Ландер          | Хенрик Хольтерман                    | Signe Schack      |                                                           | ЧДСК 2024                                                       |

(скипы выделены полужирным шрифтом)

## Результаты как тренера национальных сборных
| Год  | Турнир                            | Сборная | Место |
| ---- | --------------------------------- | ------- | ----- |
| 2017 | Чемпионат Европы по кёрлингу 2017 | Дания   | 8     |